# Benthamina alyxifolia
Benthamina es un género de arbustos monotípico perteneciente a la familia Loranthaceae. Su única especie es: Benthamina alyxifolia Tiegh., es originaria de Australia. 

## Descripción
Son arbustos erectos o extendidos, glabros excepto los ejes de la inflorescencia. El cáliz es de color marrón y tomentoso. Las hojas elípticas a obovadas amplias de  2.5-8 cm de largo y 20-50 mm de ancho con los márgenes recurvados, el haz ± brillante, opaca la superficie inferior, la venación es oscura, y tiene un pecíolo de 2-7 mm de longitud. El fruto es elipsoidal de  8-10 mm de largo. 

## Taxonomía
Benthamina alyxifolia fue descrita por Philippe Édouard Léon Van Tieghem y publicado en Bulletin de la Société Botanique de France  42: 85 en el año 1895.
Sinonimia
- Amyema alyxifolia (Benth.) Danser
- Loranthus alyxifolius F.Muell. ex Benth. basónimo.